# Dorog vasútállomás
A Dorog vasútállomás a vasútvonal történetével egyidős vasútállomás a Budapest–Esztergom-vasútvonalon, melyet a Magyar Államvasutak Zrt. (MÁV) üzemeltet a Komárom-Esztergom vármegyei Dorog központjában. A város központjától bő 600 méterre északkeletre helyezkedik el, közúti elérését csak önkormányzati utak biztosítják.
Amíg a környező települések barnakőszénbányái üzemeltek, az utasforgalom mellett igen jelentős iparvasúti forgalmat is lebonyolított, erről még jelenleg is árulkodik a kiterjedt – bár nagyobb részben már felszámolt – vágányhálózata. Az áthaladó vasútvonal 2012-2015 közötti felújítása keretében megújult állomás mellett 2021. január 15-én nyílt meg az intermodális autóbusz-pályaudvar.
Áthaladó vasútvonal:
- Budapest–Esztergom-vasútvonal (2)

## Megközelítés budapesti tömegközlekedéssel
- Busz:  800

## Forgalom
| Járat | Útvonal | Gyakoriság                                  |
| ----- | --- | ------------------------------------------- |
| S72   | Budapest-Nyugati – Rákosrendező – Angyalföld – Újpest – Aquincum – Óbuda – Aranyvölgy – Üröm – Solymár – Szélhegy – Vörösvárbánya – Pilisvörösvár – Szabadságliget – Klotildliget – Piliscsaba – Magdolnavölgy – Pilisjászfalu – Piliscsév – Leányvár – Dorog – Esztergom-Kertváros – Esztergom | Hajnalban 30 percenként, késő este óránként |
| Z72   | Budapest-Nyugati – Angyalföld – Újpest – Aquincum – Solymár – Pilisvörösvár – Piliscsaba (– Magdolnavölgy) – Pilisjászfalu – Piliscsév – Leányvár – Dorog – Esztergom-Kertváros – Esztergom | Hétköznap óránként                          |
| Z72   | Budapest-Nyugati → Angyalföld → Újpest → Aquincum → Aranyvölgy → Solymár → Pilisvörösvár → Piliscsaba → Pilisjászfalu → Piliscsév → Leányvár → Dorog → Esztergom-Kertváros → Esztergom | Hétköznap reggel 1 Esztergom felé           |
| Z72   | Budapest-Nyugati – Rákosrendező (– Vasútmúzeum) – Angyalföld – Újpest – Aquincum – Solymár – Pilisvörösvár – Piliscsaba (– Magdolnavölgy) – Pilisjászfalu – Piliscsév – Leányvár – Dorog – Esztergom-Kertváros – Esztergom                                                                      | Hétvégén óránként                           |